# Armindo Maia

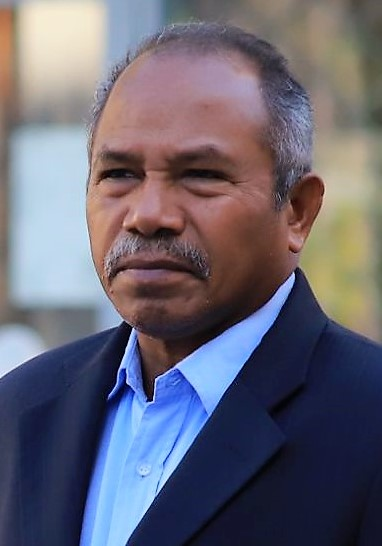
Armindo Maia (2020)

Armindo Maia ist ein Akademiker und Politiker aus Osttimor. Maia hat einen Master in Philosophie der neuseeländischen Massey University inne. Er ist Mitglied der FRETILIN.

## Werdegang
Ab der Gründung der Universidade Nasionál Timór Lorosa'e (UNTL) am 15. November 2000 war er der Rektor der Universität. Bereits zuvor war er (mindestens seit 1997) bis 1999 Vize-Rektor für akademische Angelegenheiten und Rektor im Dienst an der Vorgängerinstitution, der Universitas Timor Timur (UnTim), der er schon bei ihrer Gründung als erste Universität Osttimors 1986 angehörte. Gleichzeitig war Maia politisch in der Unabhängigkeitsbewegung aktiv. Da er in den USA mit Dissidenten der Osttimoresen zusammenarbeitete, wurden seine Freiheiten bei seiner Rückkehr durch das indonesische Regime eingeschränkt. Eigentlich erwartete man, dass Natalino Monteiro, der pro-indonesische Vize-Rektor für studentische Angelegenheiten den vakanten Rektorposten erhalten würde. Maia hatte aber unter der Studentenschaft zahlreiche Anhänger, so dass Monteiro scheiterte.
Am 30. September 2001 wurde der parteilose Maia Minister für Bildung, Kultur und Jugend in der Übergangsregierung unter Sérgio Vieira de Mello, dem Administrator der Vereinten Nationen für Osttimor. Diesen Posten behielt Maia auch in der ersten Regierung Osttimors unter Premierminister Marí Alkatiri (FRETILIN) vom 20. Mai 2002 an mit der Zuständigkeit für Bildung, Kultur, Jugend und Sport. Am 26. Juli 2005  wurde das Kabinett umgebildet und Maia behielt nur die direkte Zuständigkeit für Bildung und Kultur. Für Jugend und Sport war nun Staatssekretär José Manuel Fernandes zuständig. Mit Antritt der neuen Regierung unter Premierminister José Ramos-Horta am 14. Juli 2006 gab Maia sein Ministeramt an Rosária Corte-Real ab.
Maia kehrte an die UNTL zurück, wo er 2010 als Senior Lecturer arbeitete. Seit dem 13. Juli 2012 war er an der ANU College of Asia and the Pacific als PhD candidate im State, Society and Governance Melanesia Program.
Mit dem Wechsel in der Regierungskoalition und der Aufnahme der FRETILIN in die VIII. Regierung wurde Maia am 29. Mai 2020 erneut zum Minister für Bildung, Jugend und Sport MEJD vereidigt. Das Ministeramt hatte er bis zum Ende der Legislaturperiode am 30. Juni 2023 inne.

## Ehrungen
Am 20. Mai 2011 wurde Maia mit der Insígnia des Ordem de Timor-Leste ausgezeichnet.